# Инсуффляция

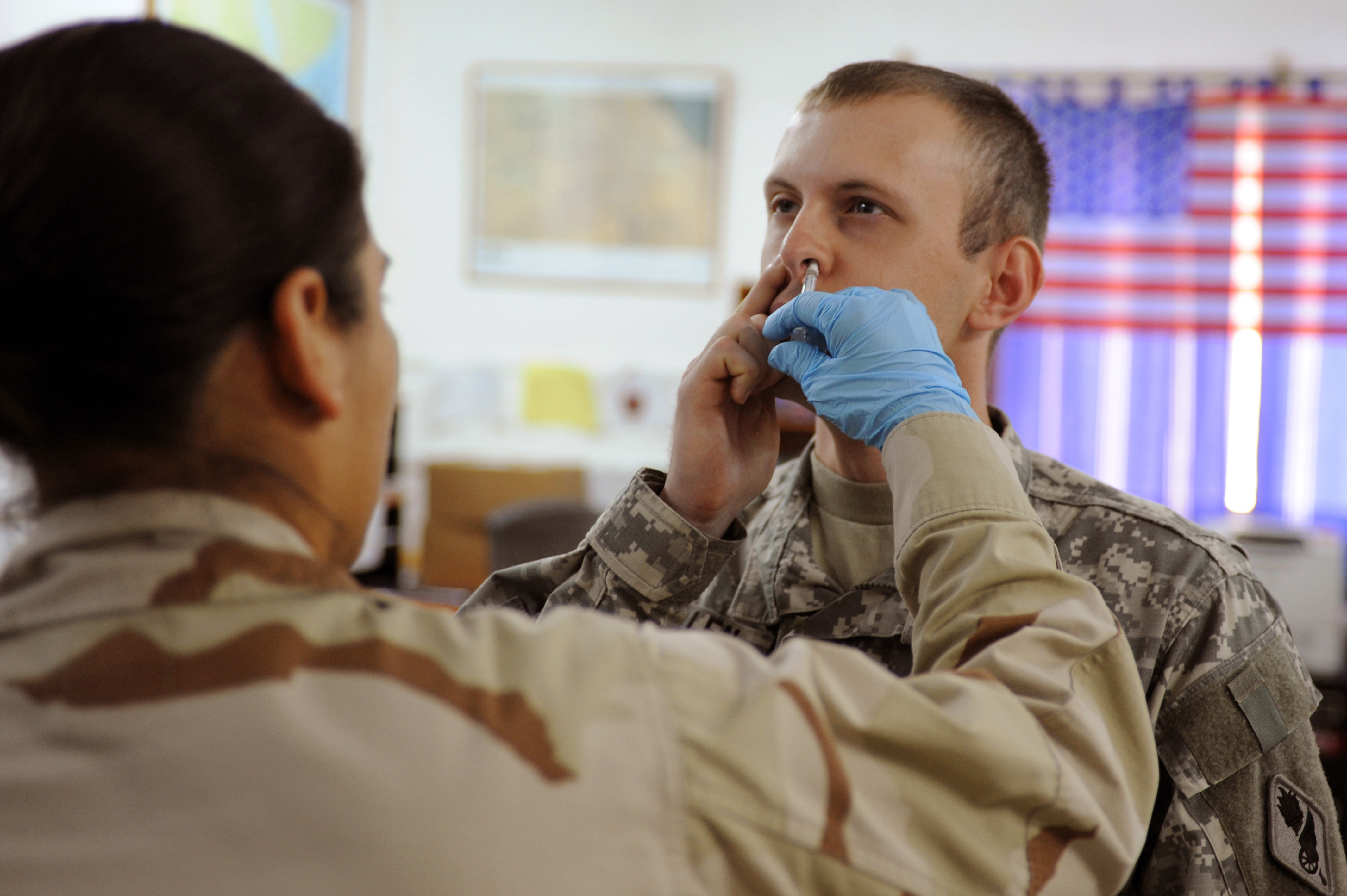
Инсуффляция вакцины в Вооружённых силах США

Инсуффляция или вдувание (от лат. insufflare) — вдувание чего-либо (например, газа, порошка или пара) в полость тела. Инсуффляция имеет множество медицинских применений, в первую очередь как способ введения различных лекарств.
В медицине инсуффляцией также называют процесс подачи углекислого газа, порошков в какую-либо полость тела (чаще всего в брюшную) для проведения лечебных или диагностических мероприятий.

## Применение

### Хирургия
Введение (вдувание) газов в полость тела зачастую производится для увеличения рабочего пространства во время лапароскопической операции. Наиболее распространенным газом, используемым при проведении подобных операций, является углекислый газ, поскольку он негорючий, бесцветный и легко растворяется в крови.

### Диагностика
Инсуффляция (введение газов) используется для улучшения качества получаемых радиологических изображений или для получения доступа к областям для визуального осмотра (например, во время проведения колоноскопии).

### Респираторная помощь
Инсуффляция кислорода с помощью носовых канюль производится для облегчения дыхания.
Механическая инсуффляция-экссуффляция имитирует кашель и способствует выведению слизи из дыхательных путей. Используется для помощи пациентам с нервно-мышечными заболеваниями и мышечной недостаточностью из-за повреждений центральной нервной системы.
Помповые ингаляторы для астматиков также являются инсуффляторами. Они впрыскивают аэрозольные лекарства в легкие через рот (данный вид инсуффляции недостаточнен для доставки лекарства в легкие, поэтому требует активного вдоха пациентом).

### Анестезия и интенсивная терапия
Инсуффлированные газы и пары используются для вентиляции и оксигенации пациентов (кислород, воздух, гелий), а также для индукции и поддержания общей анестезии (закись азота, ксенон, летучие анестетики).
Механическое нагнетание положительного давления в дыхательных путях, широко известное как искусственная вентиляция лёгких, также является инсуффляцией.